# 薩利斯克區

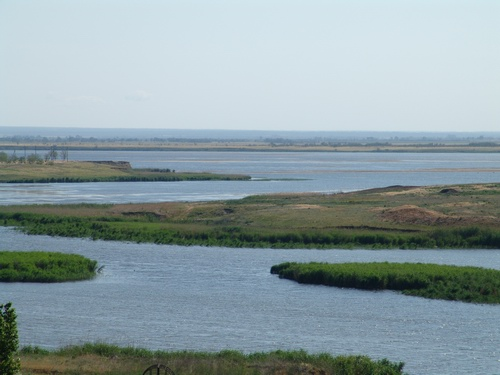

46°29′N 41°32′E / 46.483°N 41.533°E
薩利斯克區（俄语：Сальский район），是俄羅斯的一個區，位於該國西南部，由羅斯托夫州負責管轄，面積3,499平方公里，2010年該區人口107,795，人口密度每平方公里30.81人。